# Union nationale des syndicats agricoles
Die Union nationale des syndicats agricoles (UNSA) war in der zweiten Hälfte der 1930er Jahre eine der wichtigsten Organisationen zur Verteidigung der bäuerlichen Welt in Frankreich.

## Geschichte
1868 wurde von katholisch geprägten Honoratioren die Société des agriculteurs de France (Gesellschaft der Landwirte Frankreichs; 1886 wurde daraus die Union centrale des syndicats agricoles de France (Zentralverband der landwirtschaftlichen Gewerkschaften Frankreichs)) und 1880 die Société nationale d’encouragement à l’agriculture (Nationale Gesellschaft zur Förderung der Landwirtschaft) gegründet, die von ehemaligen Ministern geleitet wurde. Es handelte sich dabei jedoch noch nicht um echte Gewerkschaften, die zu diesen Zeitpunkten im Übrigen noch illegal gewesen wären.
Die ersten landwirtschaftlichen Gewerkschaften hatten nur ein sehr begrenztes Ziel: die Landwirte über die Wahl von Industriedünger aufzuklären. 1884 ermöglichte die Genehmigung zur Gründung von Berufsgewerkschaften die legale Entwicklung des Syndikalismus, auch in der Landwirtschaft.
Die ersten Gewerkschaften, die die Interessen der Landarbeiter vertraten, wurden 1908 gegründet: das Syndicat des ouvriers bûcherons du Centre (Gewerkschaft der Holzarbeiter des Zentrums) und das Syndicat des ouvriers agricoles du Midi (Gewerkschaft der Landarbeiter des Südens).
Die UNSA wurde 1934 von einem Team von Neuerern gegründet, im Gegensatz zu den traditionellen Führern der französischen Landwirtschaft, denjenigen der Landwirtschaftskammern und denen der alten Société des agriculteurs de France. Die treibenden Kräfte hinter der UNSA waren Jacques Le Roy Ladurie, ihr Generalsekretär, Graf Hervé Budes de Guébriant, Louis Salleron, Roger Grand (Vorsitzender bis 1938), Joseph Boulangé (Vorsitzender 1938) und Rémy Goussault, Generaldelegierter.
Sie wollte der bevorzugte Ansprechpartner des Staates sein und gab an, 1937 1.200.000 Bauernfamilien zu vertreten. 1934/35 beteiligte sich die UNSA an der Front paysan (Bauernfront) mit der Parti agraire et paysan français und den Grünhemden von Henri Dorgères. Die UNSA entfernte sich von der Front paysan, weil die Grünhemden ein vollständig vom Staat subventioniertes Wohlfahrtssystem anstrebten, während die UNSA die Möglichkeit sah, die Bauern über eine Steuer auf den Kauf landwirtschaftlicher Erzeugnisse zu unterstützen. Aufgrund strategischer Differenzen wurde das Bündnis 1936 ruhend gestellt.
Dorgères wurde nicht zum Bauernkongress in Caen vom 5. bis 7. Mai 1937 eingeladen, auf dem Le Roy Ladurie unter dem Einfluss von Rémy Goussault und Louis Salleron die führenden konservativen Landwirte aufforderte, ihre Unterstützung für den Korporatismus zu erklären. Die von Salleron und Le Roy Ladurie gemeinsam herausgegebene Wochenzeitschrift Syndicats paysans erschien erstmals am 1. Juli 1937.
Aus antikommunistischen Gründen widersetzte sich die UNSA der Volksfront, die beschuldigt wurde, die Verstaatlichung der Landwirtschaft vorzubereiten (Gründung des Office National Interprofessionnel des Céréales (Nationales berufsübergreifendes Getreideamt)) und zu Unruhen zu führen (Streiks in der Landwirtschaft). Sie führte ab Juli 1936 die agrarische Gegenoffensive an: Wiederbelebung der Bauernfront mit dem Comité d’action paysanne (Bauernaktionskomitee), in dem die UNSA und die Führer der wichtigsten zentralen und spezialisierten Bauernverbände zusammengeschlossen waren.
Die korporatistischen Thesen der UNSA kündigten die vom Vichy-Regime gegründete Corporation paysanne (Bauernkorporation) an, deren Anführer aus der UNSA stammten.